# 화이트 와일드니스
화이트 와일드니스(A True-Life Adventure: White Wilderness, White Wilderness)는 미국에서 제작된 제임스 알가 감독의 1958년 다큐멘터리, 가족 영화이다. 윈스턴 하이블러 등이 주연으로 출연하였고 벤 샤프스틴 등이 제작에 참여하였다.

## 출연
- 윈스턴 하이블러